# Struża
Struża – wieś w Polsce położona w województwie lubelskim, w powiecie świdnickim, w gminie Trawniki.
W latach 1975–1998 miejscowość administracyjnie należała do ówczesnego województwa lubelskiego.
Wieś jest sołectwem w gminie Trawniki. Według Narodowego Spisu Powszechnego z roku 2011 wieś liczyła 270 mieszkańców.
Wierni Kościoła rzymskokatolickiego należą do parafii Trójcy Przenajświętszej i Matki Bożej Częstochowskiej w Stróży-Kolonii.

## Zabytki
Według rejestru zabytków NID na listę zabytków wpisany jest zespół dworski z 1905 stanowiący: dwór i park, o numerze w rejestrze: A/1118 z dnia 8 stycznia 1998(dts).

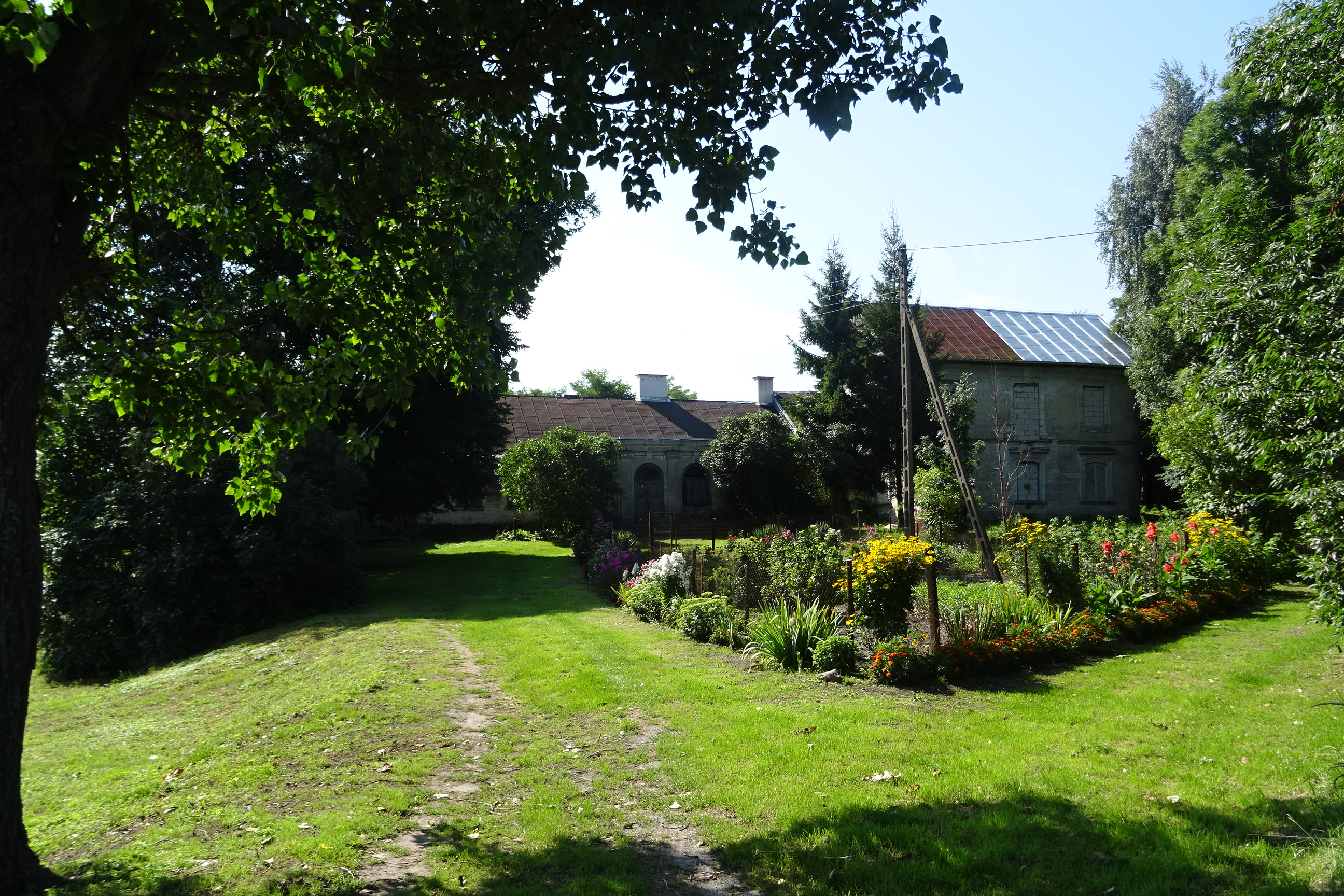
Dwór w Struży